# Ramón Fernández-Hontoria y García de la Hoz
Ramón Fernández Hontoria y García de la Hoz (Puerto Príncipe, 4 d'agost de 1853 - Pontejos, 11 d'agost de 1934) fou un polític i advocat espanyol actiu durant la restauració borbònica i membre del Partit Conservador.
Nascut el 24 d'agost de 1853 a Puerto Príncipe, Cuba. Fill de Remigio Fernández Hontoria, va rebre el títol de comte de Torreánaz. Líder de l'ala regeneracionista dels silvelistes, en la província de Santander, va ser escollitt diputat a Corts per la circumscripció de Santander a les Eleccions generals espanyoles de 1884, 1891, 1896, 1899, 1901, 1903 i 1905. Correligionari d'Antoni Maura i Montaner, seria nomenat el 8 de desembre de 1903 sotssecretari de la Presidència del Consell de Ministres. Exercí de senador vitalici entre 1907 i 1923. Va morir l'11 d'agost de 1934 a Pontejos, província de Santander.
Fou acadèmic numerari de la Reial Acadèmia de Ciències Morals i Polítiques, amb la medalla número 24.